# Phú Hưng, Cái Nước
Phú Hưng là một xã thuộc huyện Cái Nước, tỉnh Cà Mau, Việt Nam.

## Địa lý
Xã Phú Hưng nằm ở phía tây bắc huyện Cái Nước, có vị trí địa lý:
- Phía đông giáp xã Tân Hưng
- Phía tây giáp huyện Trần Văn Thời
- Phía nam giáp xã Hưng Mỹ
- Phía bắc giáp xã Thạnh Phú.

Xã Phú Hưng có diện tích 43,48 km², dân số năm 2022 là 20.249 người, mật độ dân số đạt 465 người/km².

## Hành chính
Xã Phú Hưng được chia thành 10 ấp: Cái Rắn, Cái Rắn A, Cái Rắn B, Đức An, Hưng Thành, Lộ Xe, Nhà Phấn Gốc, Phú Thạnh, Rạch Muỗi, Tân Ánh.

## Lịch sử
Ngày 25 tháng 7 năm 1979, Hội đồng Chính phủ ban hành Quyết định số 275-CP về việc chia xã Phú Hưng thành xã Phú Hưng và xã Phú Lộc.
Ngày 14 tháng 2 năm 1987, Hội đồng Bộ trưởng ban hành Quyết định số 33B-HĐBT về việc sáp nhập xã Phú Lộc vào xã Phú Hưng.
Xã Phú Hưng có 3.616 hécta đất và 11.181 nhân khẩu.
Ngày 6 tháng 11 năm 1996, Quốc hội ban hành Nghị quyết về việc chia tỉnh Minh Hải thành tỉnh Bạc Liêu và tỉnh Cà Mau. Khi đó, xã Phú Hưng thuộc huyện Cái Nước, tỉnh Cà Mau.